# Перлмуттер, Сол
Сол Пе́рлму́ттер (англ. Saul Perlmutter; род. 22 сентября 1959, Champaign-Urbana, Иллинойс) — американский астрофизик, лауреат Нобелевской премии по физике 2011 года (совместно с Брайаном Шмидтом и Адамом Риссом) «за открытие ускоренного расширения Вселенной посредством наблюдения дальних сверхновых». 
Доктор философии (1986), профессор Калифорнийского университета в Беркли и сотрудник Национальной лаборатории имени Лоуренса в Беркли, член Национальной академии наук США (2002) и Американского философского общества (2014).

## Биография
Родился в еврейской семье, был одним из трёх детей инженера-химика и молекулярного биолога, впоследствии профессора Пенсильванского университета Даниэла Перлмуттера (англ. Daniel D. Perlmutter) и социального работника, профессора Университета Темпл Фелис (Фейги) Дэйвидсон Перлмуттер (англ. Felice (Feige) Davidson Perlmutter). Его дедушка по материнской линии, идишист Сэмюэл Дэйвидсон (1903—1989), иммигрировал в Канаду (а впоследствии со своей женой Хайкой Ньюман — в Нью-Йорк) из бессарабского местечка Флорешты в 1919 году. Перлмуттер вырос в филадельфийском районе Маунт Эйри, где он учился в начальной школе Greene Street Friends School и в Germantown Friends School, а также обучался идишу и еврейской культуре в светской еврейской народной школе (фолксшул).
В 1981 году с отличием закончил Гарвардский университет. В 1986 году в Калифорнийском университете в Беркли Перлмуттер получил степень PhD. Его диссертация, выполнявшаяся по руководством Ричарда Мюллера, была посвящена проблеме обнаружения объектов-кандидатов на роль Немезиды. В настоящее время Перлмуттер возглавляет проект Supernova Cosmology Project в Национальной лаборатории им. Лоуренса в Беркли. Его группа совместно с группой Брайана Шмидта доказала наличие ускоренного расширения Вселенной. Это открытие было названо журналом Science «прорывом года». Перлмуттер также является руководителем проекта SNAP.
Фелло Американской академии искусств и наук (2007), Американского физического общества (2000), Американской ассоциации содействия развитию науки (2003).
В честь учёного назван Суперкомпьютер Перлмуттер.

## Награды и отличия
- 2002 — Премия Эрнеста Лоуренса министерства энергетики США
- 2003 — Учёный года Калифорнии
- 2005 — Премия Джона Скотта
- 2005 — Премия Падуи
- 2006 — Премия Шао по астрономии
- 2006 — Премия Фельтринелли
- 2007 — Премия Грубера
- 2009 — Премия Диксона
- 2011 — Медаль Альберта Эйнштейна совместно с Адамом Риссом
- 2011 — Нобелевская премия по физике (совместно с Брайаном Шмидтом и Адамом Риссом)
- 2015 — Премия по фундаментальной физике